# Словенська демократична партія
Словенська демократична партія (словен. Slovenska demokratska stranka) колишня Соціал-демократична партія Словенії (словен. Socialdemokratska stranka Slovenije , SDSS)

, — словенська консервативна політична партія.
Виступає з позицій націоналістичних
, 
правопопулістських
,
націонал-консервативних
, 
і соціал-консервативих. 

На чолі Янезом Яншем, SDS є членом Європейської народної партії (EPP), Центристського демократичного інтернаціоналу
 
та Міжнародного демократичного союзу. 

## Вибори

### Національна асамблея
| Вибори | Лідер       | Примітки | %         | Місць   | +/–  | Уряд             |
| ------ | ----------- | -------- | --------- | ------- | ---- | ---------------- |
| 1990   | Йоже Пучнік | 79,951   | 7.4 (#7)  | 6 / 80  | ▲ 6  | коаліція         |
| 1992   | Йоже Пучнік | 39,675   | 3.3 (#8)  | 4 / 90  | ▼ 2  | коаліція         |
| 1996   | Янез Янша   | 172,470  | 16.3 (#3) | 16 / 90 | ▲ 12 | опозиція         |
| 2000   | Янез Янша   | 170,228  | 15.8 (#2) | 14 / 90 | ▼ 2  | опозиція         |
| 2004   | Янез Янша   | 281,710  | 29.0 (#1) | 29 / 90 | ▲ 15 | коаліція         |
| 2008   | Янез Янша   | 307,735  | 29.2 (#2) | 28 / 90 | ▼ 1  | опозиція         |
| 2011   | Янез Янша   | 288,719  | 26.1 (#2) | 26 / 90 | ▼ 2  | коаліція 2012–13 |
| 2011   | Янез Янша   | 288,719  | 26.1 (#2) | 26 / 90 | ▼ 2  | опозиція2013–14  |
| 2014   | Янез Янша   | 181,052  | 20.7 (#2) | 21 / 90 | ▼ 5  | опозиція         |
| 2018   | Янез Янша   | 222,042  | 24.9 (#1) | 25 / 90 | ▲ 4  | опозиція 2018–20 |
| 2018   | Янез Янша   | 222,042  | 24.9 (#1) | 25 / 90 | ▲ 4  | коаліція 2020–22 |
| 2022   | Янез Янша   | 274,934  | 23.5 (#2) | 27 / 90 | ▲ 2  | TBD              |

### Європарламент
| Рік  | Голосів | %         | Місць | +/– |
| ---- | ------- | --------- | ----- | --- |
| 2004 | 76,945  | 17.6 (#3) | 2 / 7 |     |
| 2009 | 123,563 | 26.7 (#1) | 3 / 8 | ▲ 1 |
| 2014 | 99,643  | 24.8 (#1) | 3 / 8 | ▬   |
| 2019 | 126,534 | 26.2 (#1) | 2 / 8 | ▼ 1 |

1. ↑  У коаліції зі Словенською народною партією